# 弗氏黏盲鰻
弗氏黏盲鳗，为盲鳗科黏盲鳗属的鱼类。分布於東太平洋區的墨西哥的瓜達盧普島海域，屬深海魚類，棲息深度在水深18至2743公尺，體長可達59.2公分，生活習性不明。